# George Thomas Staunton
George Thomas Staunton, född den 26 maj 1781 nära Salisbury, död den 10 augusti 1859 i London, var en brittisk sinolog, politiker och baronet, son till George Leonard Staunton.
År 1792 följde han tillsammans med sin far George Macartneys ambassad till Kina och lärde sig tala och skriva kinesiska språket, så att han vid en audiens hos Qianlong-kejsaren var den ende i ambassaden, som kunde föra ett samtal på kinesiska. 
Han kvarstannade i Kina till 1817, dels i Ostindiska kompaniets tjänst vid dess faktori i Kanton, vars chef han slutligen blev, dels som kommissarie vid den brittiska ambassaden, i vilken senare egenskap han var av stort värde genom sin kännedom om landets språk och förhållanden. 1818-1852 satt han med få avbrott som liberal tory i underhuset. 
År 1823 medverkade han med Henry Thomas Colebrooke m.fl. vid stiftandet av Royal Asiatic Society och skänkte sällskapet 3 000 band kinesisk litteratur. Staunton skrev Miscellaneous Notices Relating to China and the British Commercial Intercourse with That Country (1822) samt översatte från kinesiska Kinas grundlagar (1810) samt Narrative of the Chinese Embassy to the Khan of the Tourgouth Tartars in the Years 1712, 13, 14 and 15 (1821).